# Шатилов, Николай Павлович
Николай Павлович Шатилов (1849—1919) — генерал от инфантерии русской императорской армии; член Государственного Совета.

## Биография
Сын генерала от инфантерии Павла Николаевича Шатилова. Родился 31 января 1849 года на Кавказе; воспитывался в 1-м Кадетском корпусе, 2-й военной гимназии и Константиновском военном училище. 17 июля 1867 года выпущен подпоручиком в 159-й пехотный Гурийский полк.
Прослужив 4 года в строю, поступил в Николаевскую академию Генерального Штаба, которую окончил по 1-му разряду в 1874 году. Переведён в том же году в Генеральный Штаб, назначен старшим адъютантом штаба 40-й пехотной дивизии. В 1875 году перешёл на службу на Кавказ обер-офицером для поручений при Окружном штабе. В этой должности участвовал в войне 1877—78 годов с Турцией в составе войск Пририонскаго края; за военные отличия награждён орденом Святого Владимира 4-й степени с мечами, произведён в подполковники.
По окончании войны назначен старшим адъютантом Окружного штаба, занимался обеспечением и устройством новой границы с Турцией. В 1879 году назначен начальником штаба Кавказской кавалерийской дивизии.
В 1881 году, с назначением начальником Тифлисского юнкерского училища, началась военно-педагогическая деятельность Н. П. Шатилова Эту должность он занимал почти 8 лет, когда бывший Военный Министр П. С. Ванновский, при посещении Кавказа осмотревший Тифлисское училище, предложил Н. П. Шатилову занять должность Начальника военно-училищных курсов (позднее Алексеевское военное училище), открытых в Москве для военной подготовки молодых людей, окончивших гражданские гимназии, реальные училища и высшие учебные заведения. Благодаря семилетним трудам Шатилова Московские военно-училищные курсы получили должное направление и, выпуская ежегодно около 200 образованных и с хорошей военной подготовкой офицеров, заслужили уважение и симпатии в армии, a Шатилов впоследствии, в виде награды, был зачислен в списки Алексеевского военного училища.
Произведён в 1894 году в генерал-майоры; в 1896 назначен директором 3-го Московского кадетского корпуса, а в августе 1899 года — начальником Павловского военного училища.
С 24 ноября 1901 по 10 декабря 1902 — начальник 4-й пехотной дивизии, затем (до 29 января 1906) — начальник 10-й пехотной дивизии, расположенных в Привислинском крае. 6 декабря 1901 произведён в генерал-лейтенанты. В 1905 году в связи с возникновением в крае волнений и объявлением военного положения, оставаясь начальником 10-й дивизии, назначен временным Генерал-губернатором г. Лодзи и затем — всей Петроковской губернии.
В 1906 году, после убийства в Тифлисе начальника штаба Кавказскаго военного округа генерала Ф. Ф. Грязнова, 29 января, через тринадцать дней после теракта, Шатилов был назначен на должность убитого. По приезде на Кавказ он принял деятельное участие в восстановлении порядка в крае. В начале 1907 года, 15 января, назначен помощником по военной части Наместника Е. И. В. на Кавказе И. И. Воронцова-Дашкова. В этой должности, помимо прямых своих обязанностей, участвовал как председатель в междуведомственных комиссиях по различным вопросам, в том числе — по реформе суда на Северном Кавказе и по землеустройству горцев Нагорной полосы. При отъездах Наместника с Кавказа ежегодно в течение 3—4 месяцев замещал его по гражданскому управлению краем.
Был назначен 20 декабря 1913 года членом Государственного Совета, где примкнул к группе правых.
В 1917 году вышел в отставку и уехал в Тифлис, где у него был огромный дом по адресу: Барятинская улица, 8. Он располагался на спуске от Головинского проспекта (теперь проспект Руставели) к Куре. До Шатилова он принадлежал князю Андрею Ивановичу Барятинскому.
Умер весной 1919 года.

## Награды
- Орден Святого Владимира 4 степени с мечами и бантом (1877)
- Орден Святого Станислава 2 степени (1883)
- Орден Святой Анны 2 степени (1886)
- Орден Святого Владимира 3 степени (1889)
- Орден Святого Станислава 1 степени (1896)
- Орден Святой Анны 1 степени (1900)
- Орден Святого Владимира 2 степени (1904)
- Орден Белого орла (06.12.1906)
- Орден Святого Александра Невского (20.04.1911, бриллиантовые знаки ордена - 06.12.1913).
- Медаль «В память 300-летия царствования дома Романовых» (1913);

## Семья
Жена — Мария Петровна.
Сын — Павел Николаевич Шатилов (1881—1962).